# Johann Caspar Rüegg
Johann Caspar Rüegg (* 28. Januar 1930 in Zürich; † 18. Januar 2018 in Großsachsen) war ein Schweizer Mediziner (Physiologie).

## Leben
Rüegg studierte Medizin in Zürich und wurde 1955 bei dem Nobelpreisträger und Hirnphysiologen Walter Rudolf Hess promoviert. Danach arbeitete er als Volontärassistent am Pharmakologischen Institut der Universität Zürich und studierte anschließend Biochemie an der Universität Cambridge (Trinity College) mit der Promotion (Ph.D.) 1960. Er war bis 1967 wissenschaftlicher Assistent am Max-Planck-Institut für medizinische Forschung in Heidelberg und habilitierte sich 1963 in Heidelberg in Physiologischer Chemie (Physiologie und Biochemie des Sperrtonus). 1964/65 war er Senior Research Officer im Department für Zoologie der University of Oxford. Ab 1967 war er wissenschaftlicher Rat und Professor am Institut für Zellphysiologie der Ruhr-Universität Bochum und ab 1973 Professor in Heidelberg, wo er bis zur Emeritierung 1998 ordentlicher Professor und Direktor des zweiten Physiologischen Instituts war. 1985 wurde er Adjunct Professor an der University of Cincinnati, an der er schon 1981 Gastprofessor war.
Er befasste sich mit Zellphysiologie und Physiologie des Herz-Kreislaufsystems und der Muskeln. Später wandte er sich auch der Psychosomatik zu und schrieb darüber populärwissenschaftliche Bücher.
Rüegg trug nicht unwesentlich zur Kenntnis bei, dass das Gehirn mit seinen neuronalen Netzwerken die Gesundheit (Immunabwehr und andere physiologische Funktionen) des übrigen Körpers beeinflusst.
1974 erhielt er den Adolf-Fick-Preis für Physiologie. 1998 wurde er korrespondierendes Mitglied der Schweizerischen Akademie der Medizinischen Wissenschaften. 2011 wurde er Ehrenmitglied der Deutschen Physiologischen Gesellschaft.

## Schriften
- Smooth muscle tone. In: Physiological Reviews, 51 (1971), No. 1 (January), S. 201–248 (Digitalisat).
- Calcium in muscle activation. A comparative approach. Springer, Berlin 1986 (2. Aufl. unter dem Titel Calcium in muscle contraction. Cellular and molecular physiology. Springer, Berlin 1992).
- Neuronale Plastizität und Psychosomatik (2). In: Reinhold Haux, Axel W. Bauer, Wolfgang Eich, Wolfgang Herzog, Johann Caspar Rüegg, Jürgen Windeler (Hrsg.): Wissenschaftlichkeit in der Medizin. Teil 2. Physiologie und Psychosomatik. Versuche einer Annäherung (= Brücken ... Schriften zur Interdisziplinarität. Band 4). VAS, Frankfurt am Main 1998, ISBN 978-3-88864-249-4, S. 121–130.
- Psychosomatik, Psychotherapie und Gehirn. Neuronale Plastizität als Grundlage einer biopsychosozialen Medizin. Schattauer, Stuttgart 2001, ISBN 3-7945-2137-4 (ab der 3., aktualisierten und erweiterten Aufl., 2006 unter dem Titel Gehirn, Psyche und Körper. Neurobiologie von Psychosomatik und Psychotherapie; 5. Auflage, Schattauer, Stuttgart; New York 2011).
- Mind & Body: Wie Gehirn und Psyche die Gesundheit beeinflussen. Schattauer, Stuttgart 2010 (3. Auflage 2016).
- Die Herz-Hirn Connection: Wie Emotionen, Denken und Stress unser Herz beeinflussen. Schattauer, Stuttgart 2012.
- Wie Worte wirken. In: Ärztliche Psychotherapie 10 (2015), Nr. 4, S. 227–230 (aktualisierte Online-Ausgabe).